# Benalup-Casas Viejas
Benalup-Casas Viejas é um município espanhol da província de Cádis, Andaluzia. Em 2008 tinha 7139 habitantes. Tem 60,7 km² e uma densidade de 117,61 hab/km².